# Dendrobium denneanum
Dendrobium denneanum är en orkidéart som beskrevs av Kerr. Dendrobium denneanum ingår i släktet Dendrobium, och familjen orkidéer. Inga underarter finns listade i Catalogue of Life.